# Ákos Hudi
Ákos Hudi (10. kolovoza 1991. - ) je mađarski atletičar specijaliziran za bacanje kladiva. Ákos je osvajač srebrnog odličja na Europskom i svjetskom juniorskom prvenstvu, te srebra na Europskom prvenstvu u Tampereu do 23 godine 2013. Za Mađarsku je nastupao na Svjetskom prvenstvu 2013. u Moskvi i na Svjetskom prvenstvu 2015. u Pekingu, ali bez plasmana u završnicu natjecanja.
Svoj osobni rekord (78,37 m) postavio je na Svjetskom juniorskom prvenstvu u altetici 2010. u Monctonu, u Kanadi, čime je osovojio srebrno odličje.